# Sorbus luristanica
Sorbus luristanica là loài thực vật có hoa trong họ Hoa hồng. Loài này được Schonb.-Tem. miêu tả khoa học đầu tiên.